# Karajá
I Karajá sono un gruppo etnico del Brasile che ha una popolazione stimata in circa 3.198 individui (2010).

## Lingua
Parlano la lingua Karaja (D: Javae-KPJ01). Il sottogruppo Javaé parla un dialetto molto simile alla lingua Karaja.

## Posizione
Vivono negli stati brasiliani Goiás, Mato Grosso, Pará e Tocantins. Il loro territorio è delimitato dalla valle del fiume Araguaia, tra cui la più grande isola fluviale del mondo, l'Ilha do Bananal, che misura circa due milioni di ettari. I 29 villaggi si trovano quasi tutti vicino agli affluenti dei fiumi Araguaia e Javaés, così come verso l'interno sulla Ilha do Bananal. Caratteristica del gruppo è la loro mobilità: si spostano di frequente per ricercare le zone migliori per le loro attività di pesca e di caccia (soprattutto di tartarughe). Per questi motivi di frequente costruiscono villaggi temporanei di capanne sulle rive del fiume e su alture (per la stagione delle piogge quando i fiumi si ingrossano).

## Gruppi
I gruppi di Karajá si possono suddividere in sottogruppi:
- Karajá (1.500 persone)
  - villaggio di Aruanã (Goiás)
  - villaggi di Isabel do Morro, Fontoura, Macacúba e São Raimundo nella parte occidentale della Ilha do Bananal
  - piccoli villaggi nella punta settentrionale della Ilha do Bananal
  - piccoli villaggi come São Domingos e altri sul fiume Tapirapé
- Javaé (841 persone)
  - villaggi sulle rive del fiume Javaé e all'interno della Ilha do Bananal per un totale di sei comunità nei comuni di Formoso do Araguaia, Cristalândia e Araguaçu
- Xambioá (202 persone)
  - due villaggi nei pressi della zona inferiore del fiume Araguaia

## Storia
Stanziati da secoli sulle rive del fiume Araguaia negli Stati di Goiás, Tocantins e Mato Grosso, i Karaja hanno avuto una lunga storia fatta di contatti con esploratori, colonizzatori e missionari. Nonostante questo non hanno perso le loro tradizioni culturali, l'uso della lingua e usanze tipiche quali rituali, decorazioni del corpo, lavorazioni artigianali (bambole di ceramica e la lavorazione del legno). Non disdegnano periodi di permanenza in città anche per l'accesso alle cure sanitarie e all'insegnamento della lingua portoghese.
Alcuni studi hanno rilevato che i Karajá sono stati per lungo tempo in guerra con altri gruppi etnici della regione, tra cui i Kayapó, i Tapirapé, gli Xavante, gli Xerente, gli Avá-Canoeiro e, meno di frequente, con i Bororo e gli Apinayé per cause riconducibili alla protezione del territorio. Nonostante i conflitti, vi sono stati notevoli scambi culturali tra i gruppi. La seconda e più importante fase di scambio culturale è avvenuta con l'avvento in zona dei bandeirantes di São Paulo e con la spedizione del bandeirante Antônio Pires de Campos nel XVIII secolo. Le numerose spedizioni nei secoli seguenti hanno messo questo gruppo etnico fortemente in contatto la popolazione di origine occidentale. Ciò ha portato alla costruzione di un hotel turistico di lusso e a innumerevoli visite da parte di ricercatori, scrittori e giornalisti interessati alla cultura Karajá e ai caratteristici oggetti tradizionali come le bambole di argilla fatte dalle donne.

## Struttura sociale
I componenti di questo gruppo etnico sono in gran parte cacciatori ed agricoltori. Gli uomini sono responsabili della difesa del territorio, della ricerca di cibo e della costruzione di abitazioni. Le donne sono responsabili dell'educazione dei bambini fino all'età di iniziazione e in modo permanente per le ragazze, della preparazione del cibo, della coltivazione di vari prodotti della terra, dell'organizzazione del matrimonio tra i bambini, della decorazione corporale durante i riti tribali, e della fabbricazione di bambole di ceramica che, originariamente create come giocattoli per i bambini, sono poi divenute un'importante fonte di reddito con la vendita a visitatori, turisti, esploratori e anche rivenditori (è molto comune trovare le bambole dei Karajá sugli scaffali dei negozi di artigianato e di souvenir locali).
Il villaggio è la struttura di base organizzativa, sociale e politica. Il processo decisionale è affidato ai membri maschi che discutono le loro posizioni nella Casa Aruanã. Uno degli uomini del villaggio viene eletto 'capo' ed è ritenuto responsabile per le questioni politiche con le parti esterne, come il FUNAI, le università, le ONG, il governo statale e così via.

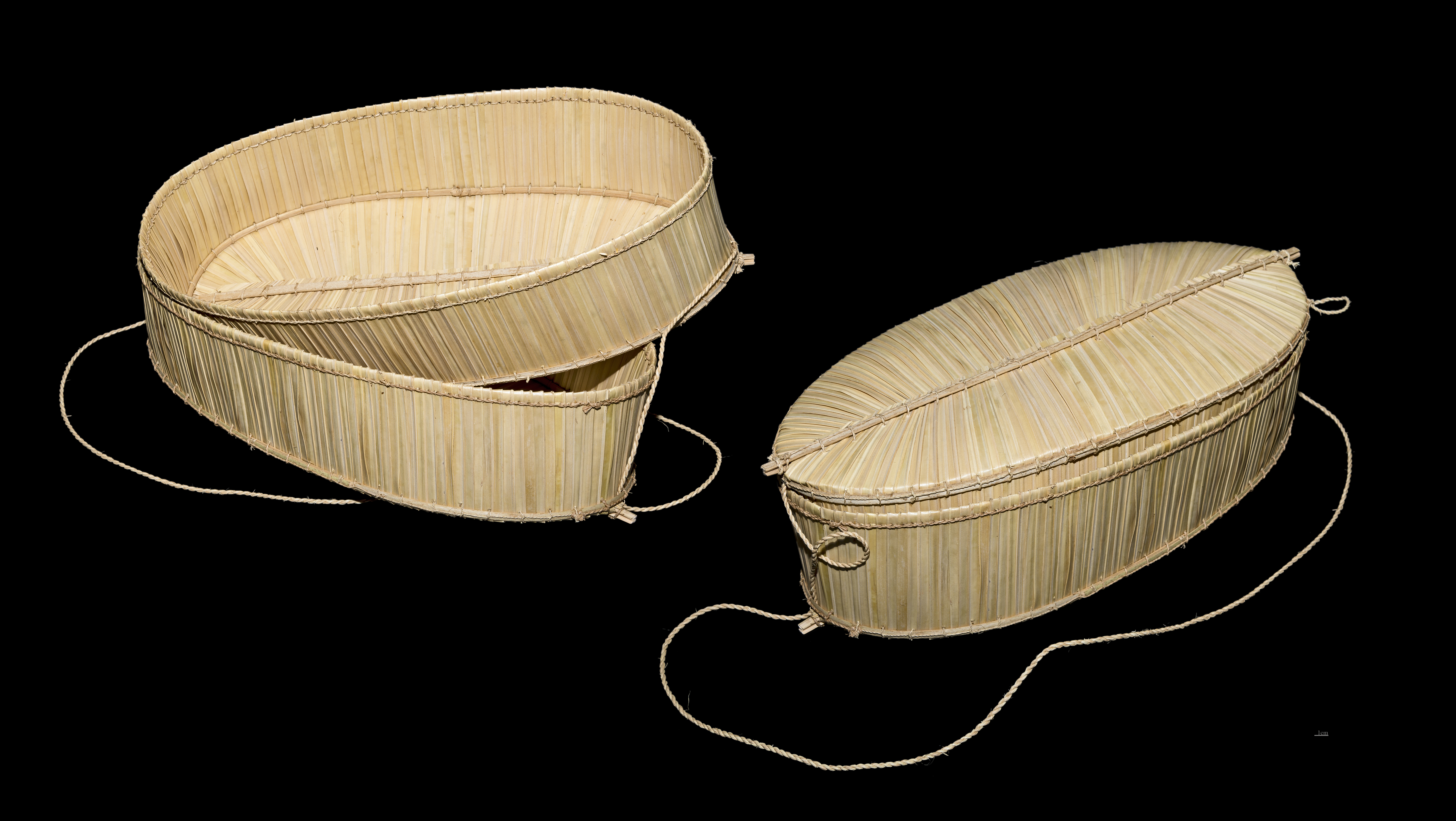
Cestino Warabahu
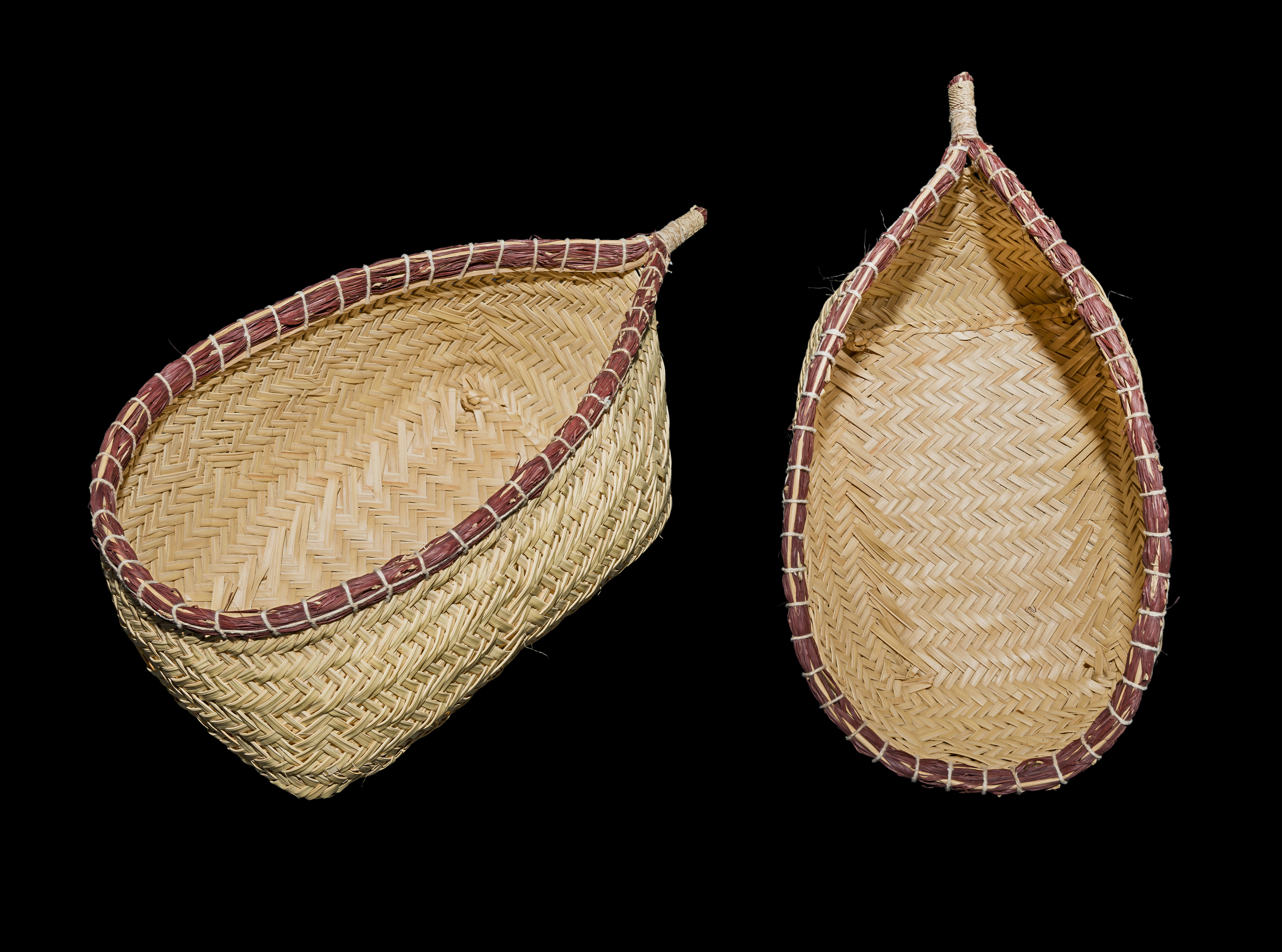
Cestino tarirana
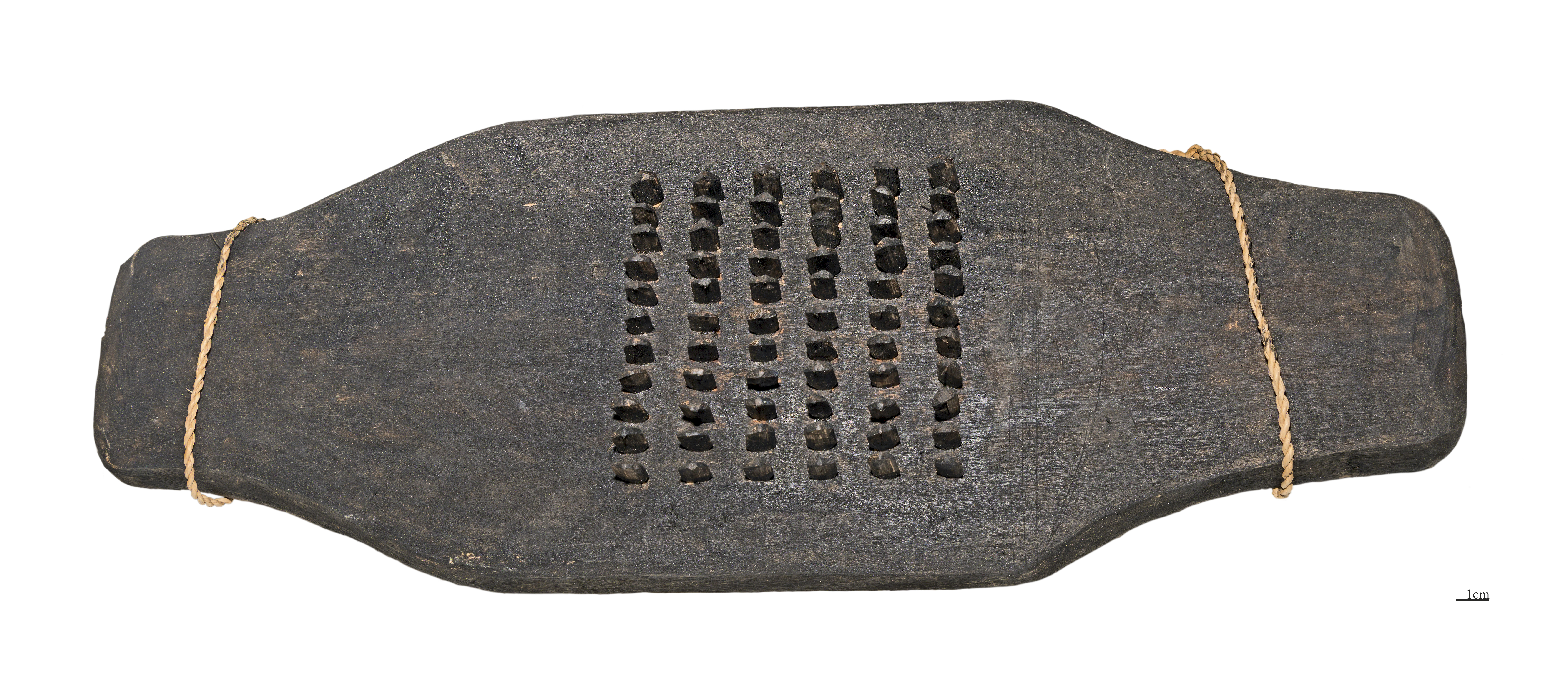
Cassava grattugia
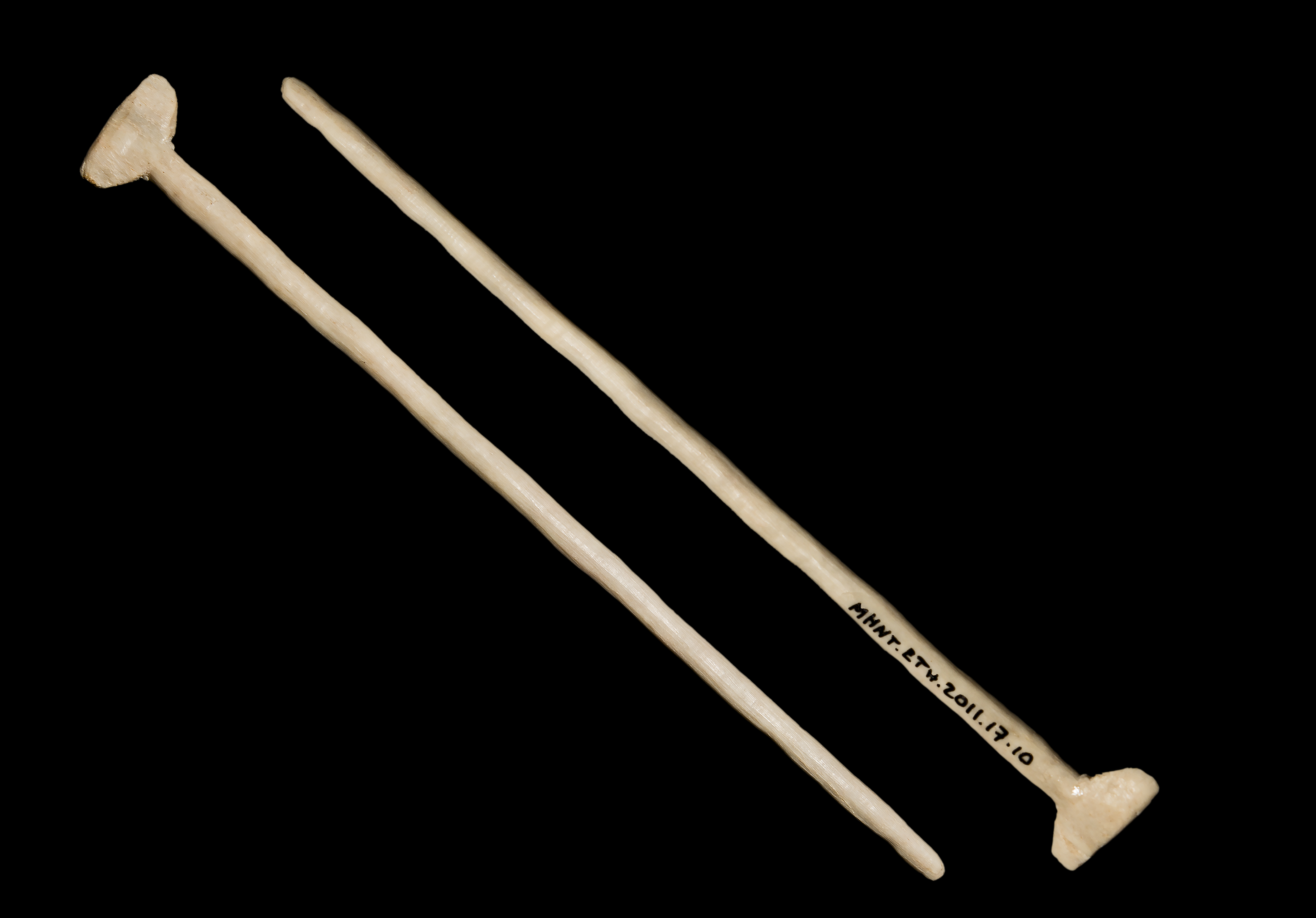
"Holua"  (piercing del labbro)
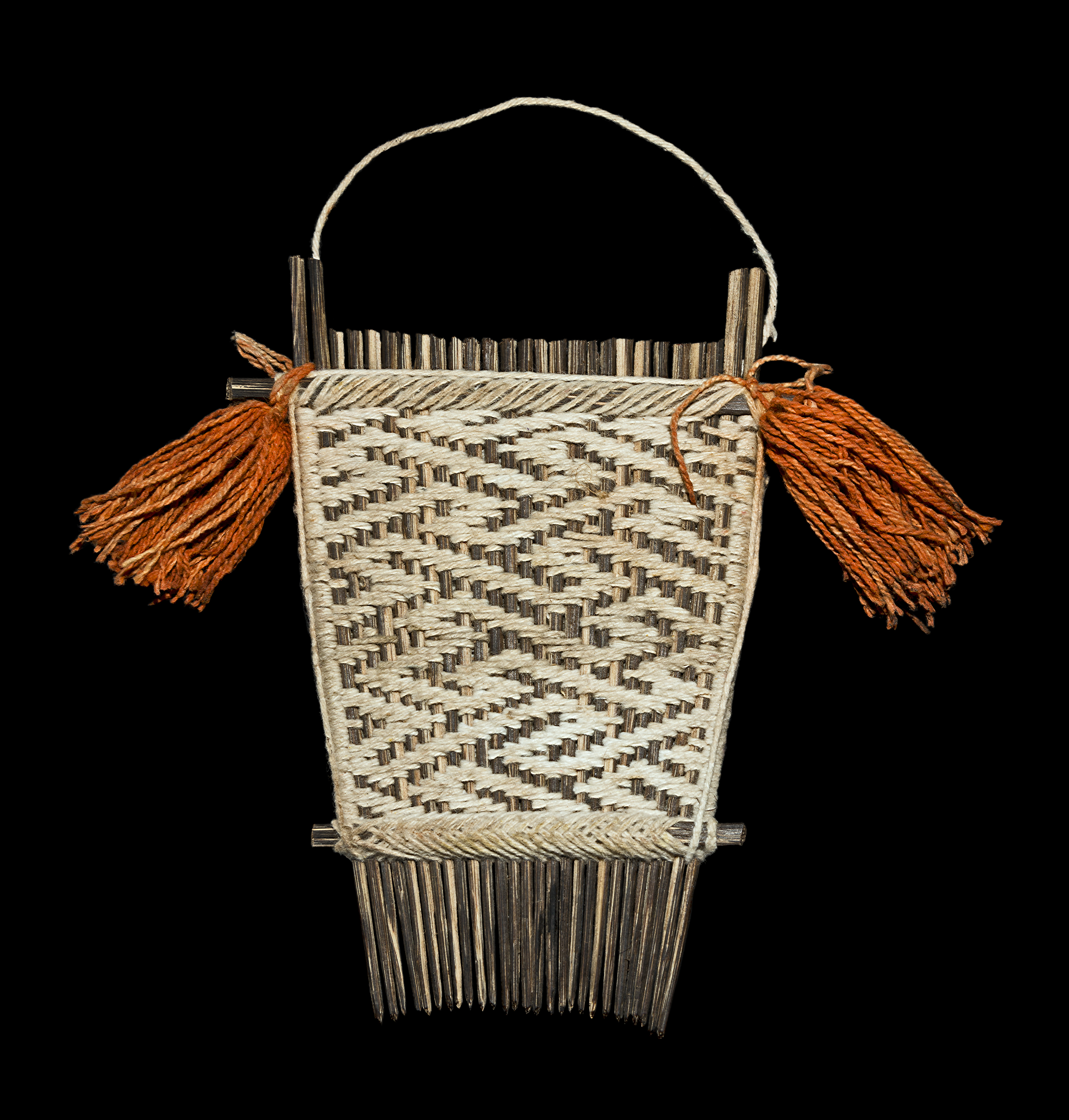
Pettine Siho
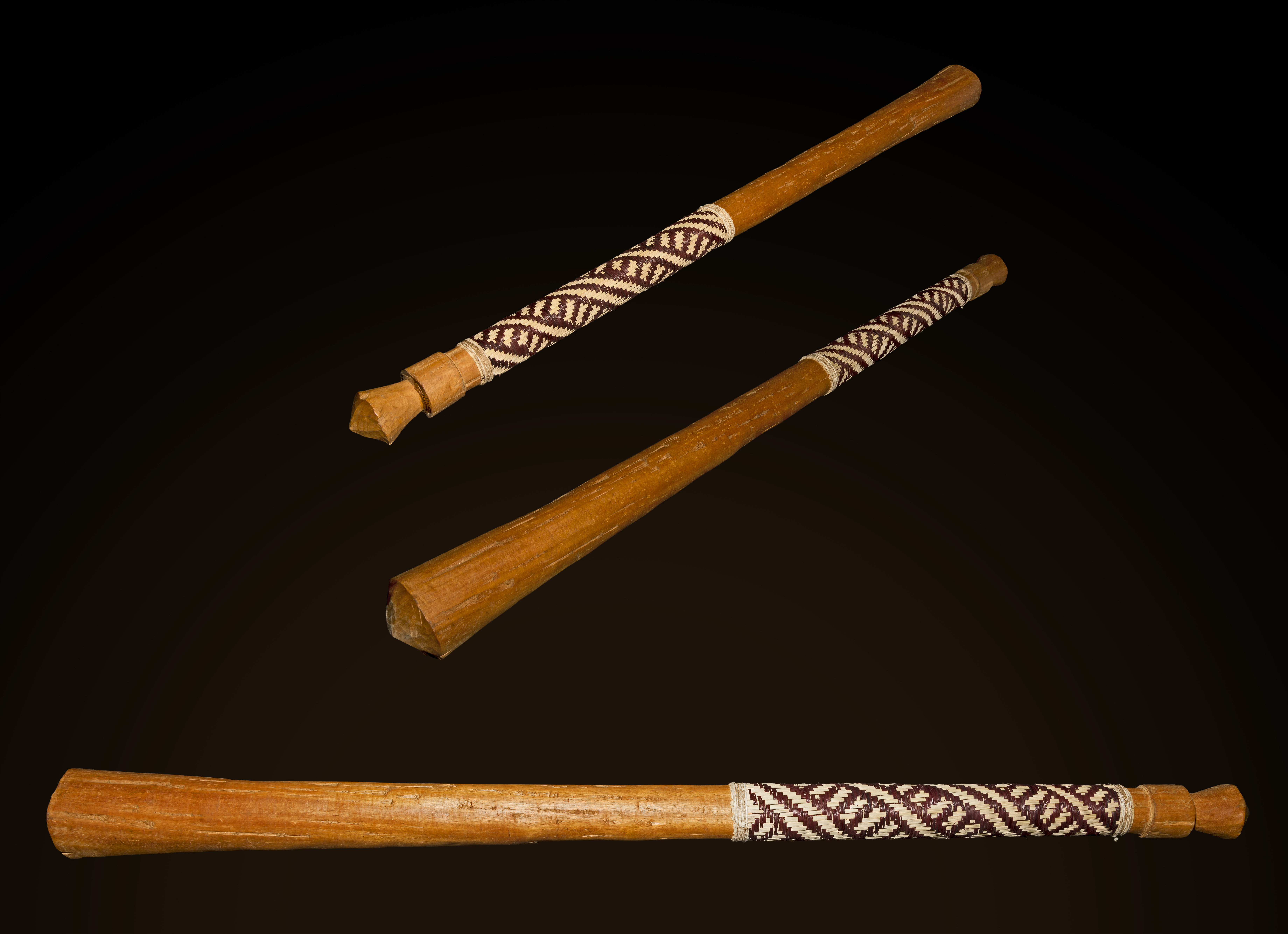
Mazza"Otote"
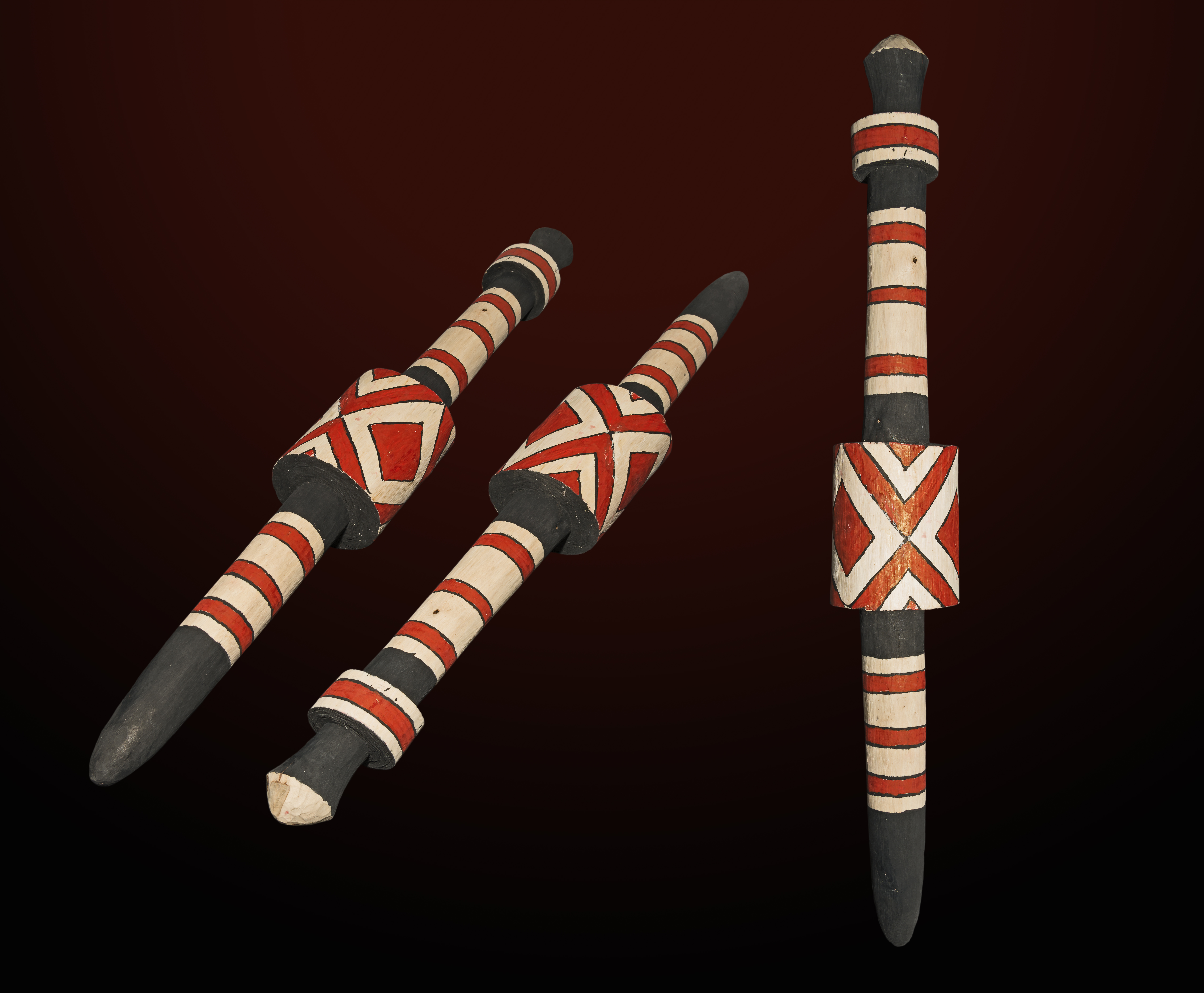
rogo funebre "Itxeo"
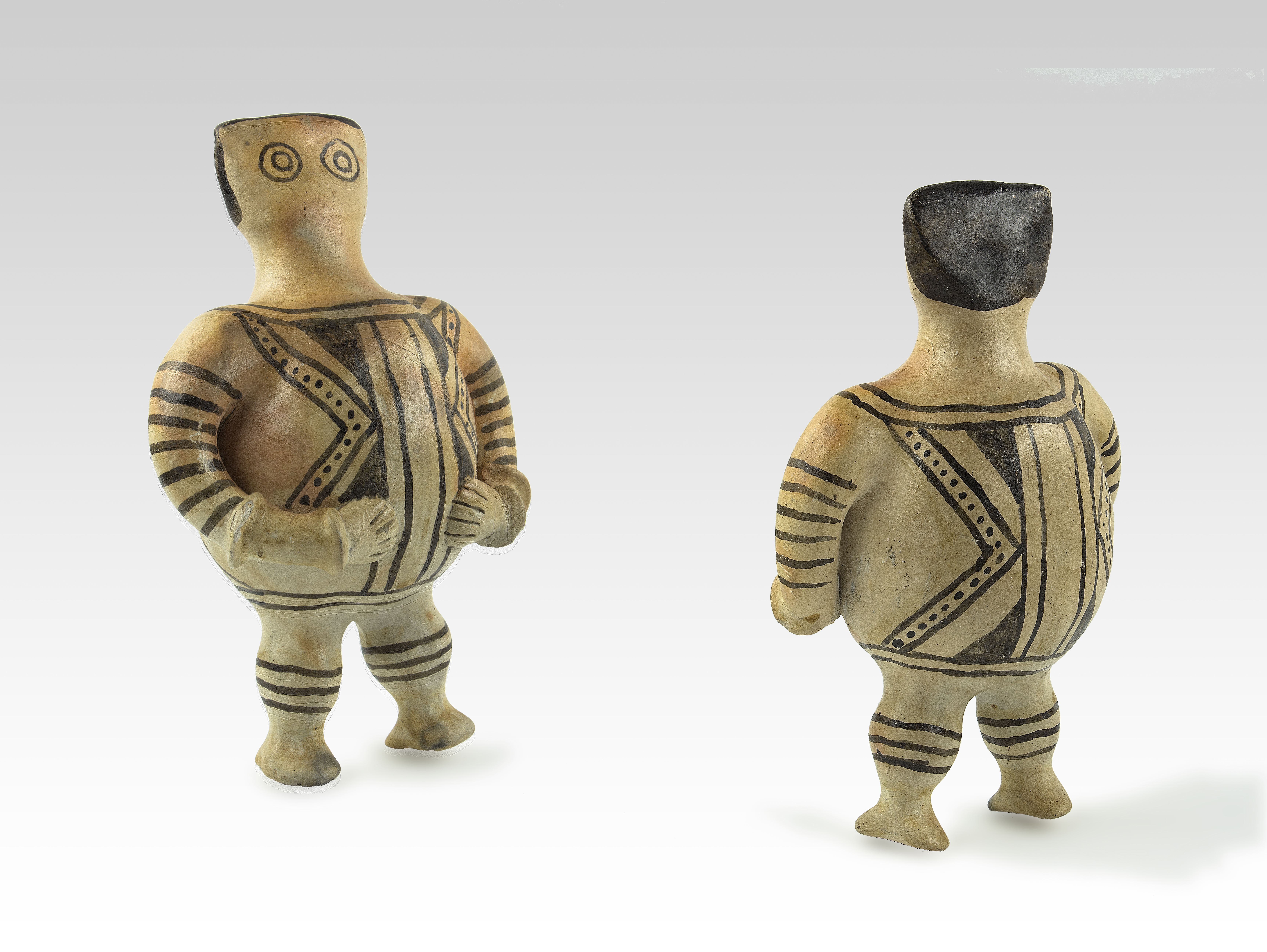
statuetta in ceramica
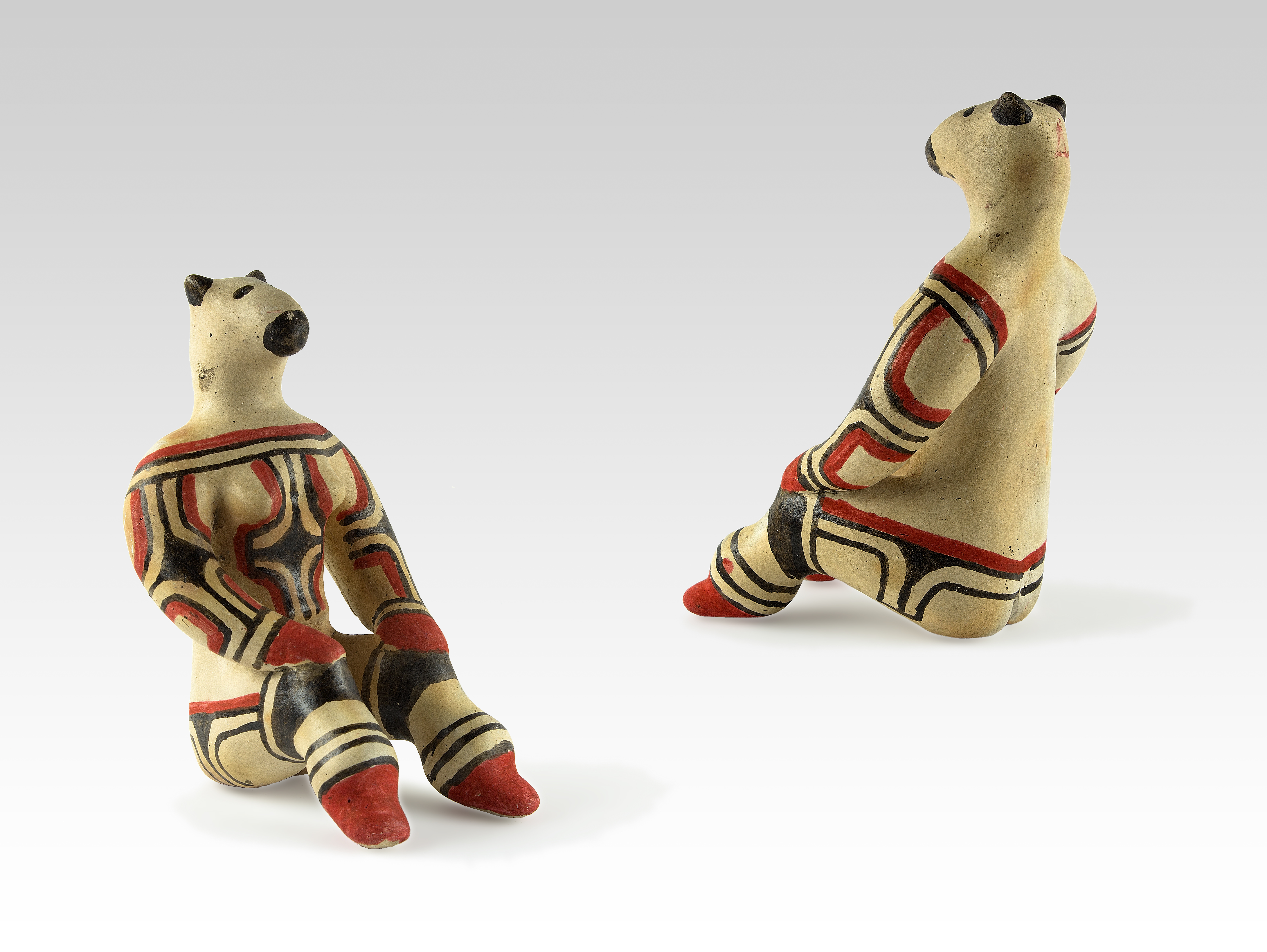
essere mitici cervo
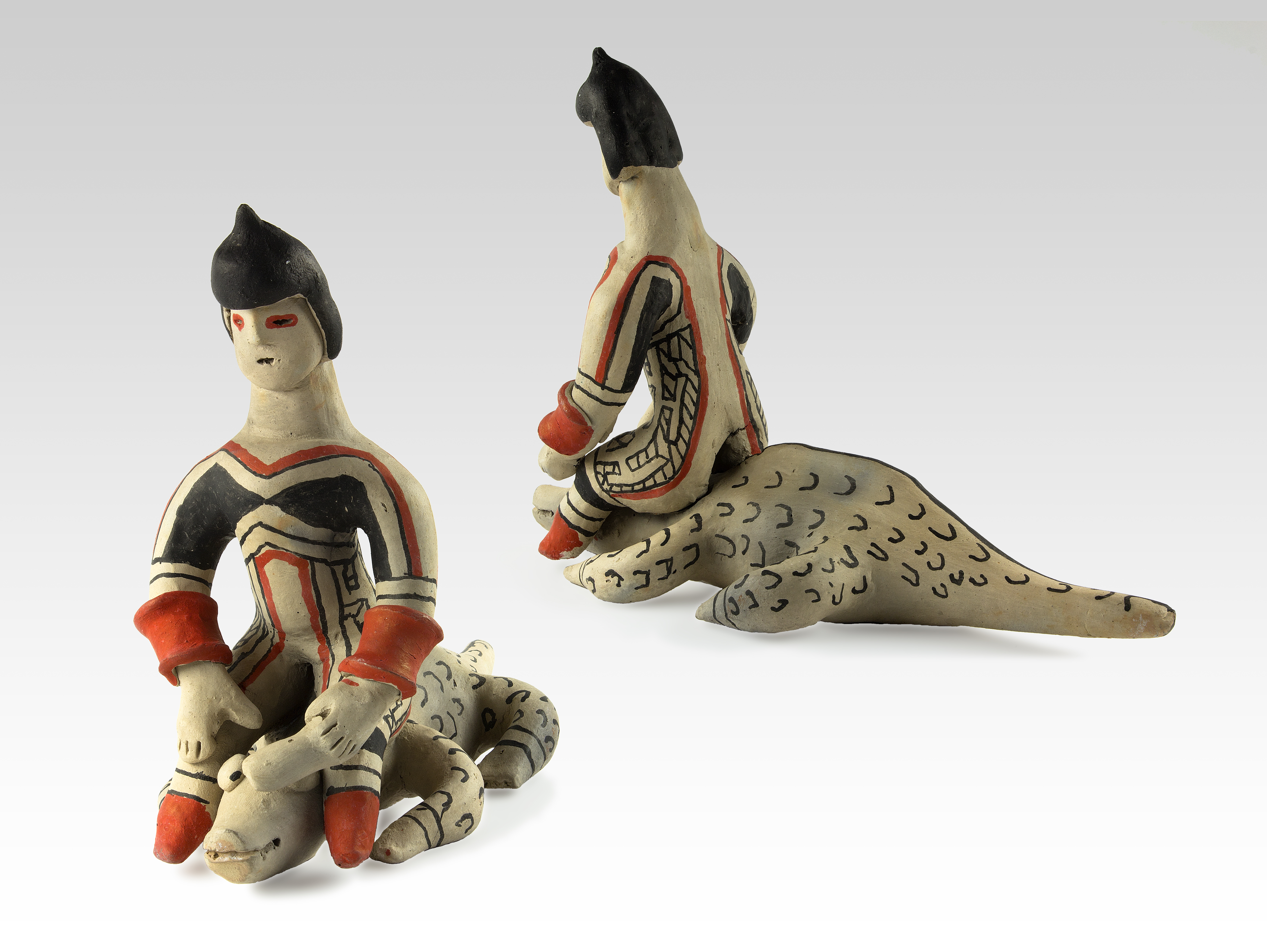
uomo che padroneggia un caimano